# Play-BIG
Play-BIG ist ein Systemspielzeug, das die BIG-Spielwarenfabrik GmbH & Co KG (auch bekannt durch das von ihr produzierte Bobby-Car) von 1975 bis 1979 herstellte. Es besteht im Wesentlichen aus Spielfiguren und entsprechendem Zubehör. Diese sind im Vergleich zum noch heute erfolgreichen Konkurrenzprodukt Playmobil etwas größer und weisen eher die Proportionen erwachsener Menschen auf. Im Gegensatz zu Playmobil lassen sich Beine und Füße individuell bewegen. 
Die zweite Generation der Play-BIG-Spielfiguren unterscheidet sich durch austauschbare Front- und Rück-Verkleidungen, die für verstärkten Realismus sorgen sollten und dem Ausbau der Produktpalette zugutekamen. Das Zubehör ist insgesamt detailreicher und realitätsnäher als das der damaligen Produkte von Playmobil, so haben z. B. die Fahrzeuge in der Regel reale Vorbilder. Anders als bei Playmobil (zum damaligen Zeitpunkt) gibt es Play-BIG-Figuren, die nicht nur lächeln können, sondern auch einen traurigen oder zornigen Gesichtsausdruck haben. Man erreicht den Effekt durch Abheben des Haarteils, Drehen des Kopfes um 180 Grad und Wiederdraufsetzen des Haarteils. Die jeweils nicht gewünschte Mimik bleibt unter dem Haar verborgen.
Gegenüber Playmobil versuchte sich die Firma BIG zusätzlich dadurch zu profilieren, dass sie als Play-BIG-Spielwelt auch modernes Militär anbot, mit entsprechenden Waffen, Uniformen und Militärfahrzeugen. Der Philosophie des Playmobil-Gründers Horst Brandstätter gemäß bietet Playmobil kein Militär aus Epochen nach 1900 an.
Play-BIG konnte sich am Markt nicht durchsetzen und stellte die Produktion 1979 ein. Die Nachfolgeserien, die BIG später auf den Markt brachte, wie Play-BIG Flizzies oder Bloxx, wiesen teilweise auch bewegliche Spielfiguren auf, hatten aber sonst nicht mehr viel mit der ursprünglichen Idee einer realitätsnahen „Welt im Kleinen“ zu tun. 
Durch einen Brand im Jahre 1998 wurden im Werk in Fürth große Teile in der Firma zerstört. Daher sind nur noch wenige Informationen beim ehemaligen Hersteller vorhanden. Heute gibt es, anders als bei Playmobil, nur noch wenige Play-BIG-Sammler.

## Plagiatsprozess
Nachdem geobra Brandstätter 1974 erfolgreich mit seinem Produkt Playmobil auf den Markt gekommen war, zog BIG mit seinen Play-BIG-Figuren 1975 nach. Die große Ähnlichkeit beider Spielsysteme, insbesondere der Figuren, veranlasste geobra, gegen BIG zu klagen. Dies führte zu einem sich jahrelang hinziehenden Rechtsstreit, der schließlich zugunsten von Play-BIG ausging. Jedoch ging dem eine einstweilige Verfügung voraus, durch welche Play-BIG bis zur Entscheidung der Vertrieb untersagt wurde. Dies hatte zur Folge, dass dadurch diese Figuren mehr und mehr von Markt verdrängt wurden und nach der Gerichtsentscheidung keine Chance mehr hatten. Dies führte zur Einstellung der Produktion ab 1978 bzw. 1979.
Der Bundesgerichtshof sah Play-BIG nicht als Plagiat an und sagte in seinem abschließenden Urteil, dass „Playbig-Figuren den Eindruck eines selbstbewussten, sportlichen, aggressiven Mannes vermitteln, wohingegen das Playmobil-Männchen die Wirkung von einem Kind, nett und noch unsicher auf den Beinen“, habe.